# Восмик, Ченек
Винцент (Ченек) Восмик (5 апреля 1860, Гумполец — 11 апреля 1944, Прага) — чешский скульптор и реставратор.

## Жизнь
Ченек Восмик выучился на каретного мастера в мастерской своего отца в Гумпольце. Затем он отправился в Прагу, где выучился основам моделирования фигур в Профессиональной школе ювелиров. Его интересовала скульптура, поэтому он отправился в Вену.
Восмик был талантливым скульптором и уже в 1873 году в возрасте 13 лет завоевал золотую медаль на Всемирной выставке в Вене (вместе с Йозефом Зитеком и Хулио Маржаком). В 1880 году переехал в Вену и работал помощником в мастерской по камню скульптора Виктора Оскара Тилгнера, а затем Антонина Павла Вагнера. В 1886-1888 гг. учился живописи в Академии изящных искусств в Вене у Ганса Макарта и скульптуре в мастерской Эдмунда фон Хельмера. 

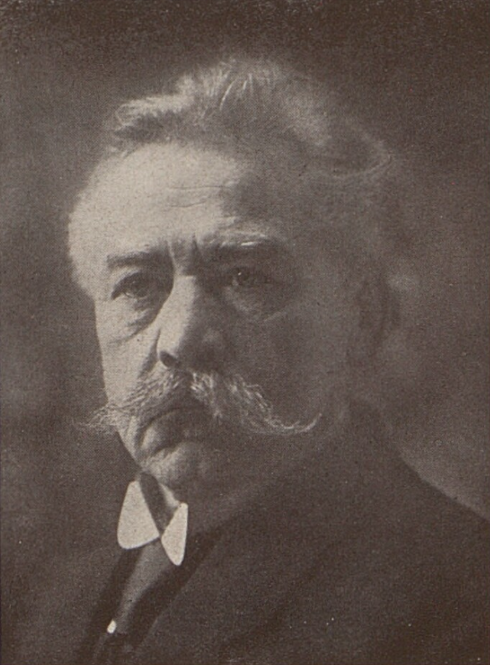
Ченек Восмик, 1927 год, альбом выдающихся людей Чехословакии.

Он женился на Ружене, урождённой Бельской (* 1872), которая родила ему двоих детей, Ружену и Ченьку (* 1895). В начале 1890-х он навсегда поселился в Праге и основал собственную скульптурную мастерскую на Смихове. Семья жила в Смихове в собственной вилле с высокой башней, спроектированной в 1910 году архитектором Йозефом Фантой, на улице Тихой № 1224/3.
Умер 11 апреля 1944 года в Праге. Похоронен на Мальвазинском кладбище в Праге.

## Работа

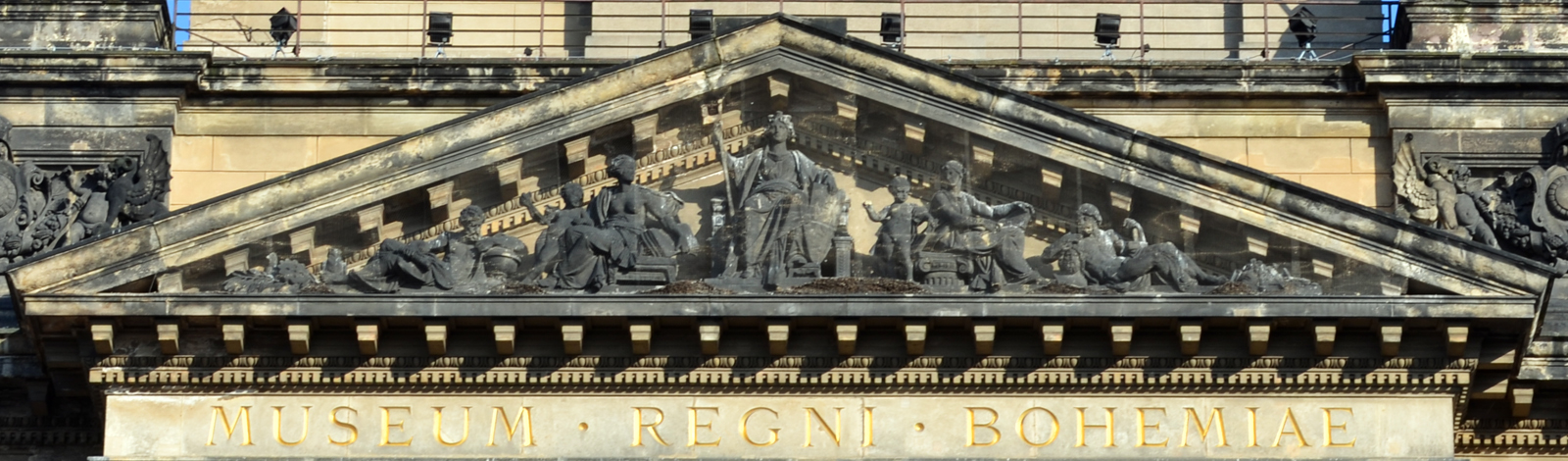
Антонин Павел Вагнер и Ченек Восмик: Чехия защищает науку и искусство, тимпан здания Национального музея в Праге

Он был работал в реалистической, монументальной манере, его произведения отличает покой, гармония и даже меланхолия. Он часто посвящал себя религиозной тематике, а также портретной и погребальной скульптуре. Он был одним из лучших копировщиков и реставраторов скульптурных произведений своего времени. Он помог Антонину П. Вагнеру вырезать скульптуры для тимпана и четырёх фасадных рельефов здания Национального музея и фигур фонтана (Влтава, Эльба, Богемия, Моравия, Силезия) на пандусе перед ним. В качестве ассистента Й. В. Мысльбека помогал ваять скульптуры Цтирада и Шарки, а также коня для памятника св. Вацлаву. Скульптуры «Забой и Славой» он вырезал самостоятельно.
Скульптура Восмика «Отверженный» была выставлена на Юбилейной национальной выставке в Праге в 1891 году, а её слепок был установлен в Высоком Мыте . В качестве своего первого самостоятельного заказа он создал скульптуру «Человек с быком» для украшения новой пражской скотобойни в Голешовице (1893 г.), модель которой в масштабе 1:10 хранится в Национальном музее. Другие заказы также касались общественных зданий или церквей. Скульптор получил похвальный отзыв на Всемирной выставке в Париже за свою скульптуру «Христос в пустыне», созданную в 1897 году, а его статую Христа (1912) для собора св. Вита часто копировали. Мастер участвовал и в скульптурном оформлении пражских церквей Св. Кирилла и Мефодия в Карлине, Св. Людмилы на Виноградах и Св. Вацлава в Смихове, а его мастерская поставила «Гроб Господень» для церкви св. Ремигия в Чаковицах.
Как реставратор, Ченек Восмик является автором копии платцеровской скульптуры борющихся великанов у входа в Пражский Град (1912) и скульптуры св. Франциска Ксаверия на Карловом мосту, упавшей в реку во время наводнения 1890 г. и разбившейся на несколько частей (ныне в НМ лапидарии). В 1906 году он создал новую статую св. Вацлава в качестве замены поврежденному оригиналу с Карлова моста, который упал во Влтаву в 1784 году, был заменен на статую св. Людмилы, и после того, как его подняли из реки и отреставрировали, поставлен у подножия Пражского Града.
Ченек Восмик — автор нескольких известных памятников — ботанику Бенедикту Рёцлю (Карлова площадь в Праге), Яну Сладкому Козине (недалеко от Трханова), Бланицким рыцарям (Вотице), а также мемориальной доски Матею Рейску на Пороховых воротах в Праге. Создавал надгробные памятники, в том числе тринадцать работ на Вышеградском кладбище, а также в Ольшанах, Малвазинках, Подебрадах и других местах.
Сборная выставка, посвящённая творчеству Восмика, прошла в 1924 году в Рудольфинуме в Праге.

## Произведения
- Человек с быком — Пражский рынок
- Христос в пустыне — Собор св. Вита
- Гении, обнимающие земной шар — на южной башне с часами Главного вокзала Праги
- св. Варвара — статуя для западного фасада храма св. Варвары, Кутна Гора
- св. Вацлав — на пандусе Пражского Града, на постаменте в стиле барокко, исходно скульптура с Карлова моста работы Оттавио Моста
- Состязание гигантов — в первом дворе Пражского Града, с Антонином Прохазкой, по мотивам Игнаца Франтишека Платцера.
- Копия св. Франтишка Ксаверского — скульптурной группы с Карлова моста Ф. М. Брокофа
- Реконструкция статуи св. Франтишка Ксаверского с Карлова моста (выловлена разбитой на куски после наводнения 1890 г.); Лапидарий Национального музея, Прага
- Св. Войтех и св. Людмила — костёл Св. Вацлава, Прага — Смихов
- Бюсты исторических деятелей: аббата Божетеха и художника Теодорика для Пантеона Национального музея
- Бюсты современников: Святоплука Чеха, Элишки Красногорской, проф. Яна Крейчи, Яна Малата, Франтишека Палацкого, Яна Эразима Воцела
- Статуи щитоносцев у Кургана Мира - Праце, Южная Моравия
- Статуя Девы Марии с младенцем для пражского архиепископа и кардинала Франтишка Шенборна (1899 г.), её увеличенная копия, сделанная для монастырской церкви в Желиве (1916 г.)
- Главный алтарь, костёл св. Людмилы, Прага — Винограды
- Божественное Сердце Господне, для паломнической церкви — Сваты-Гостын
- Алтарь чешских покровителей, костёл Св. Вацлава, Прага — Вршовице
- Памятник поэту Яну Голлы — Мадунице
- Памятник жертвам Первой мировой войны — Випрахтице, (район Усти-над-Орлици)
- Статуя Божественного Сердца Господня, Собор Святого Духа — Градец-Кралове (1922 г.)

## Галерея

Dílo
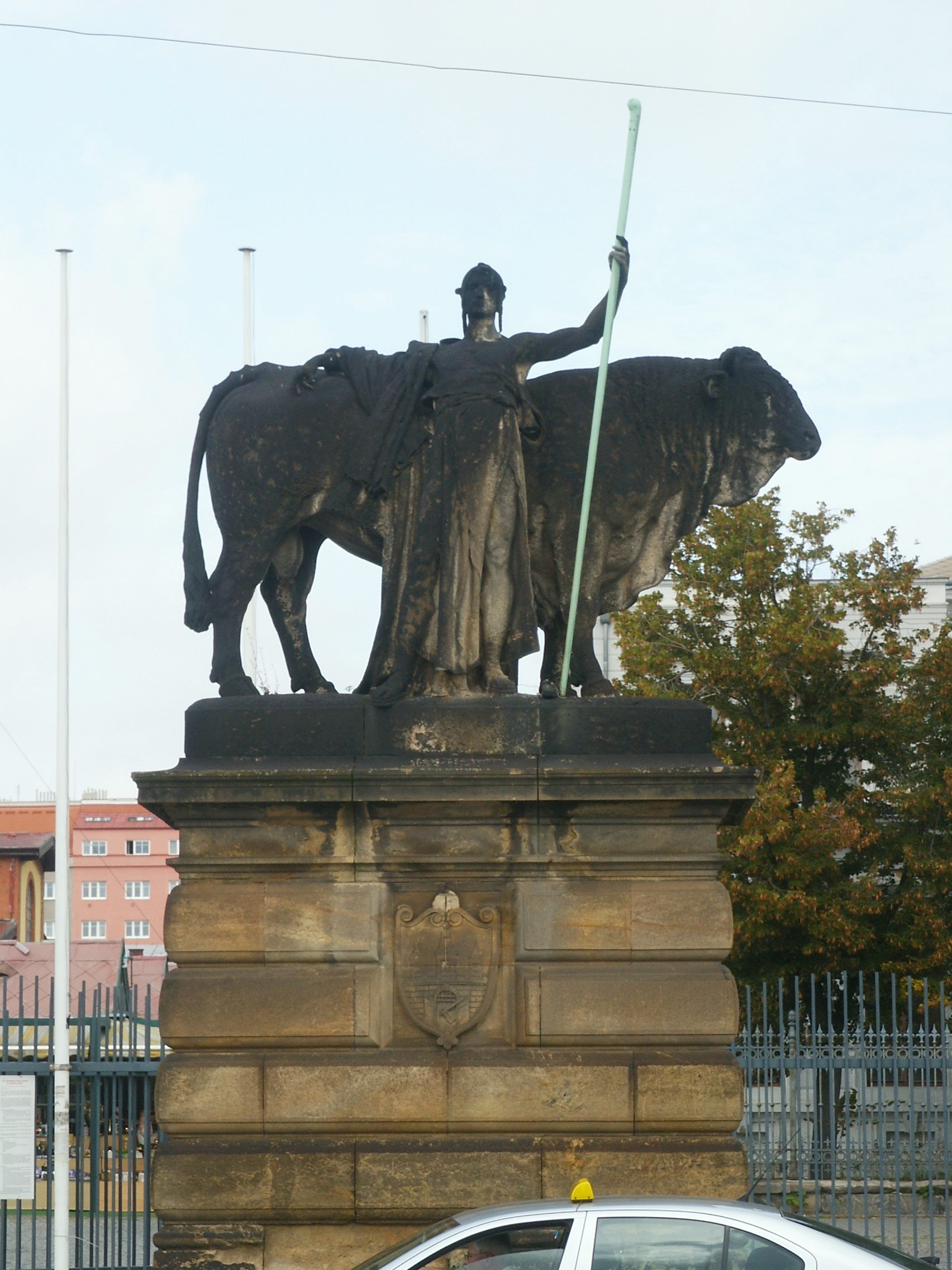
Статуя женщины с быком у ворот скотобойни, Голешовице
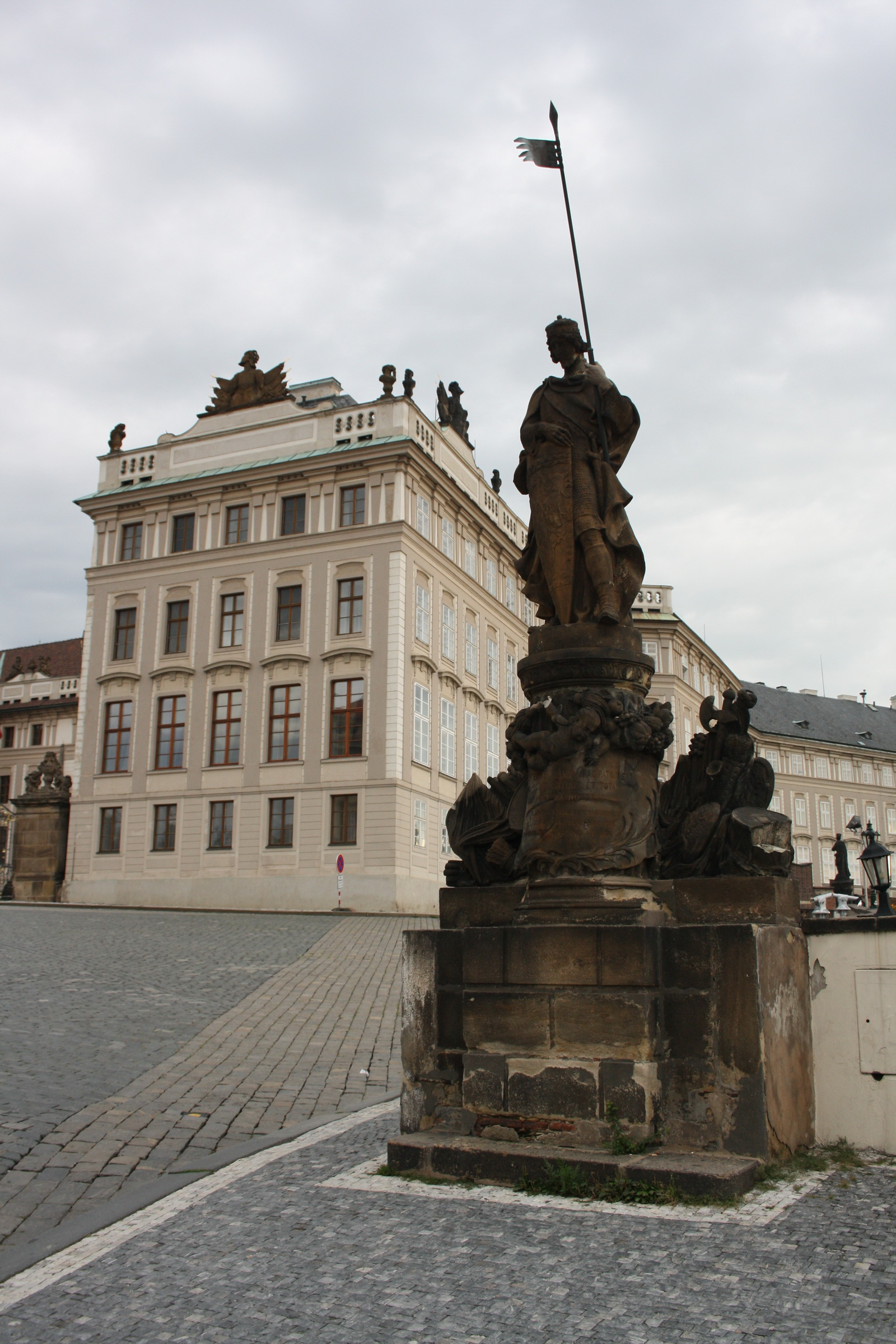
Статуя св. Вацлава на рампе Пражского Града
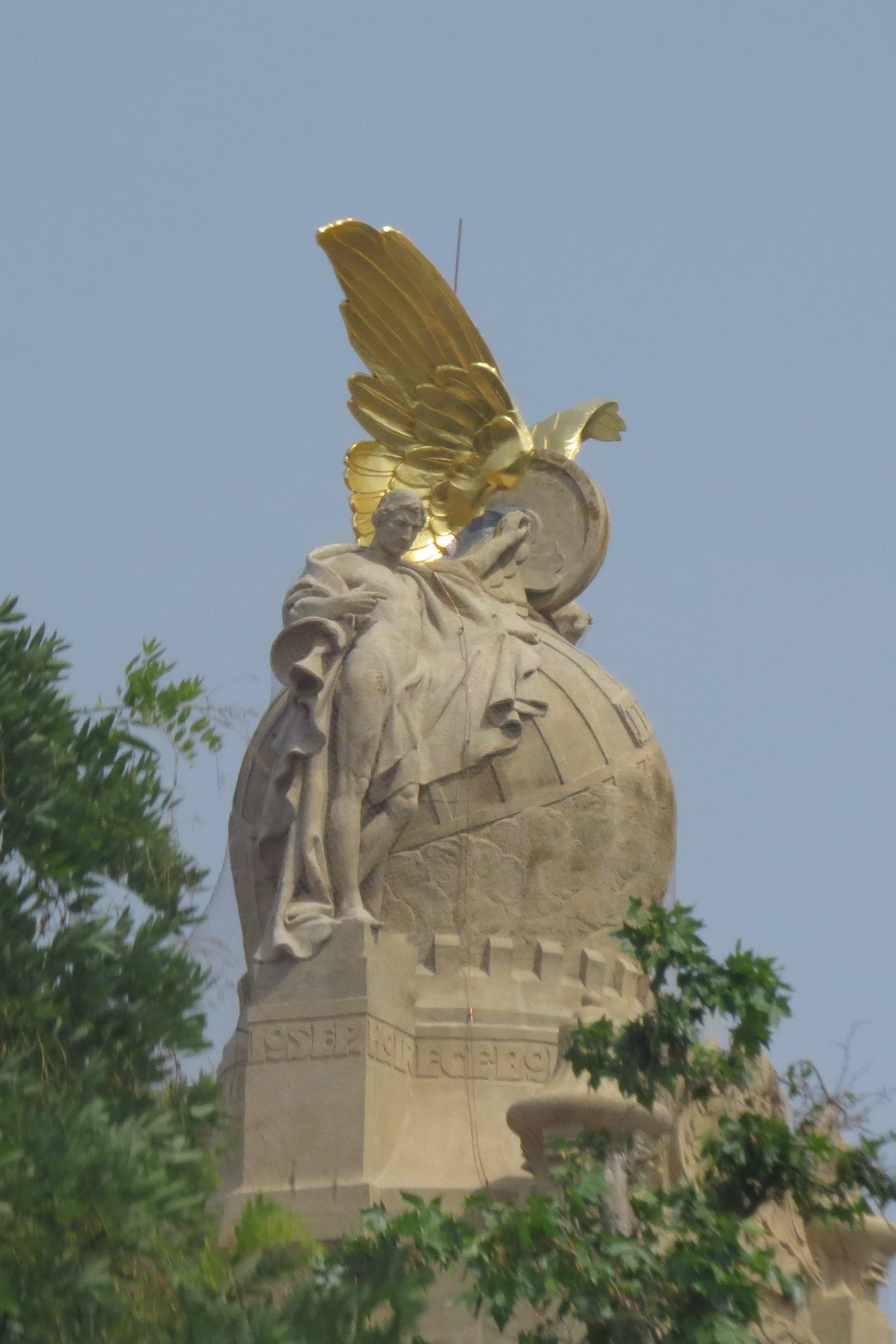
Гении с Земным шаром, скульптурная группа на здании Главного вокзала Праги
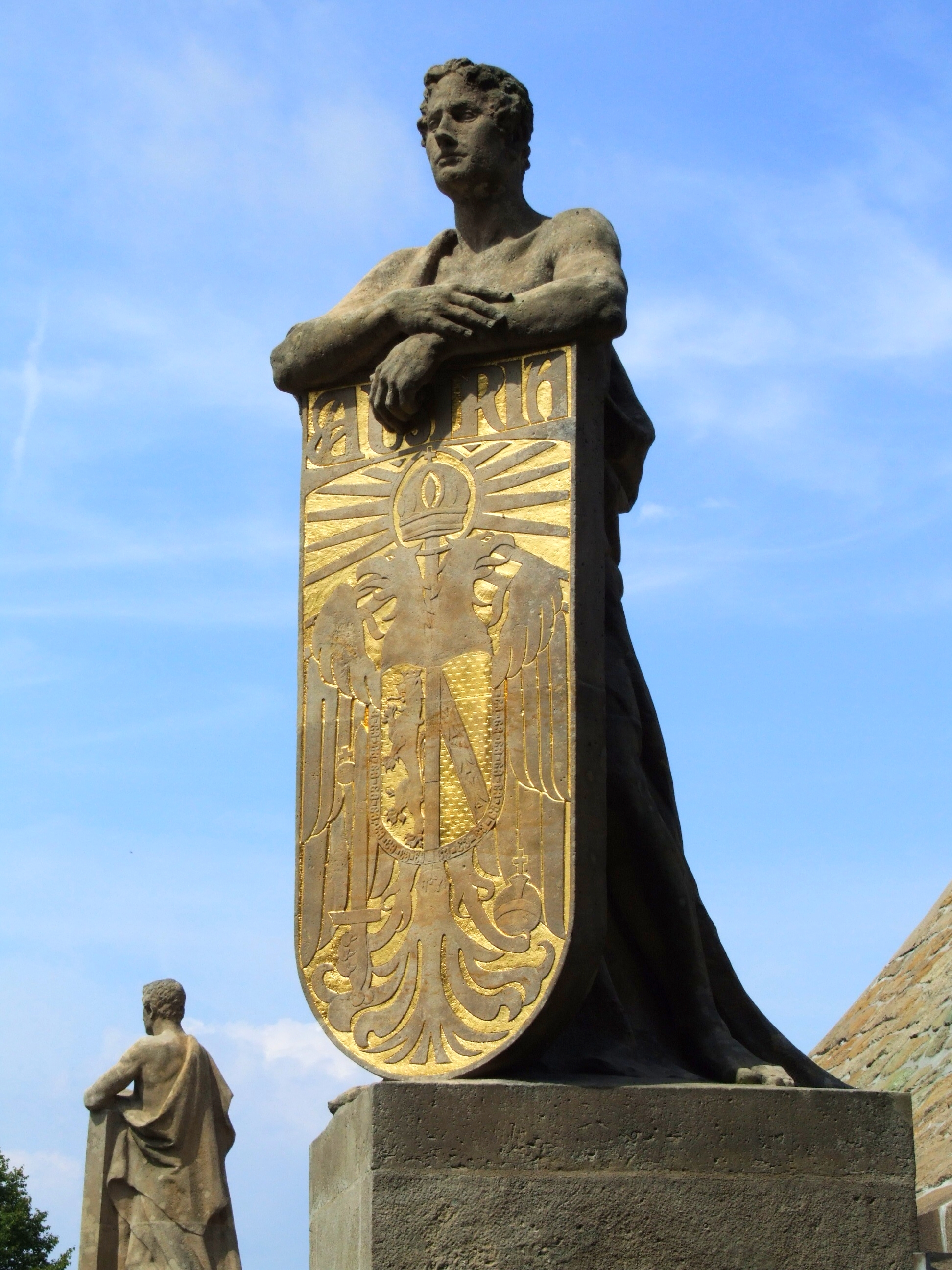
Щитоносец на Кургане мира
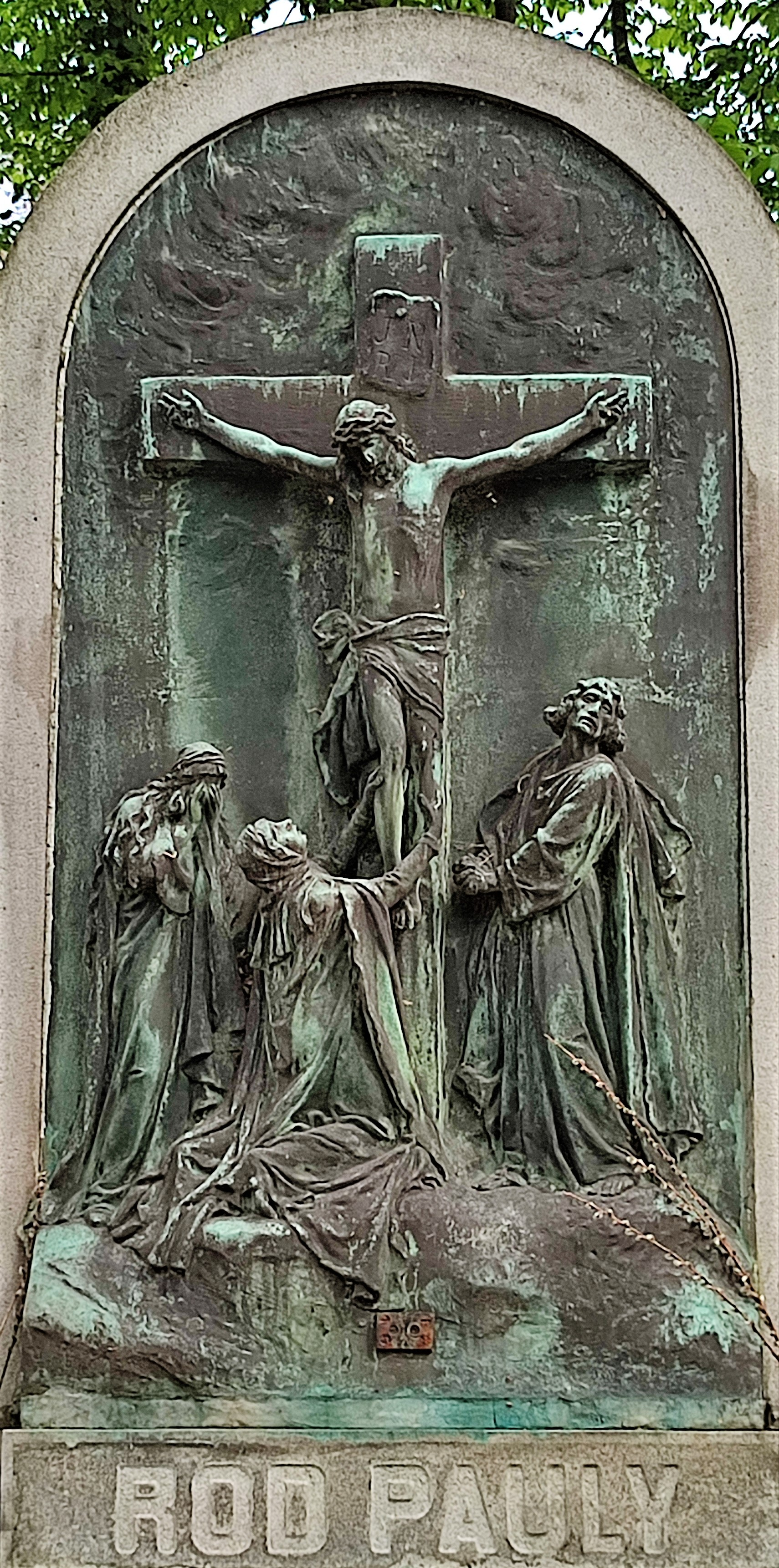
Голгофа из гробницы на кладбище Малвазинки
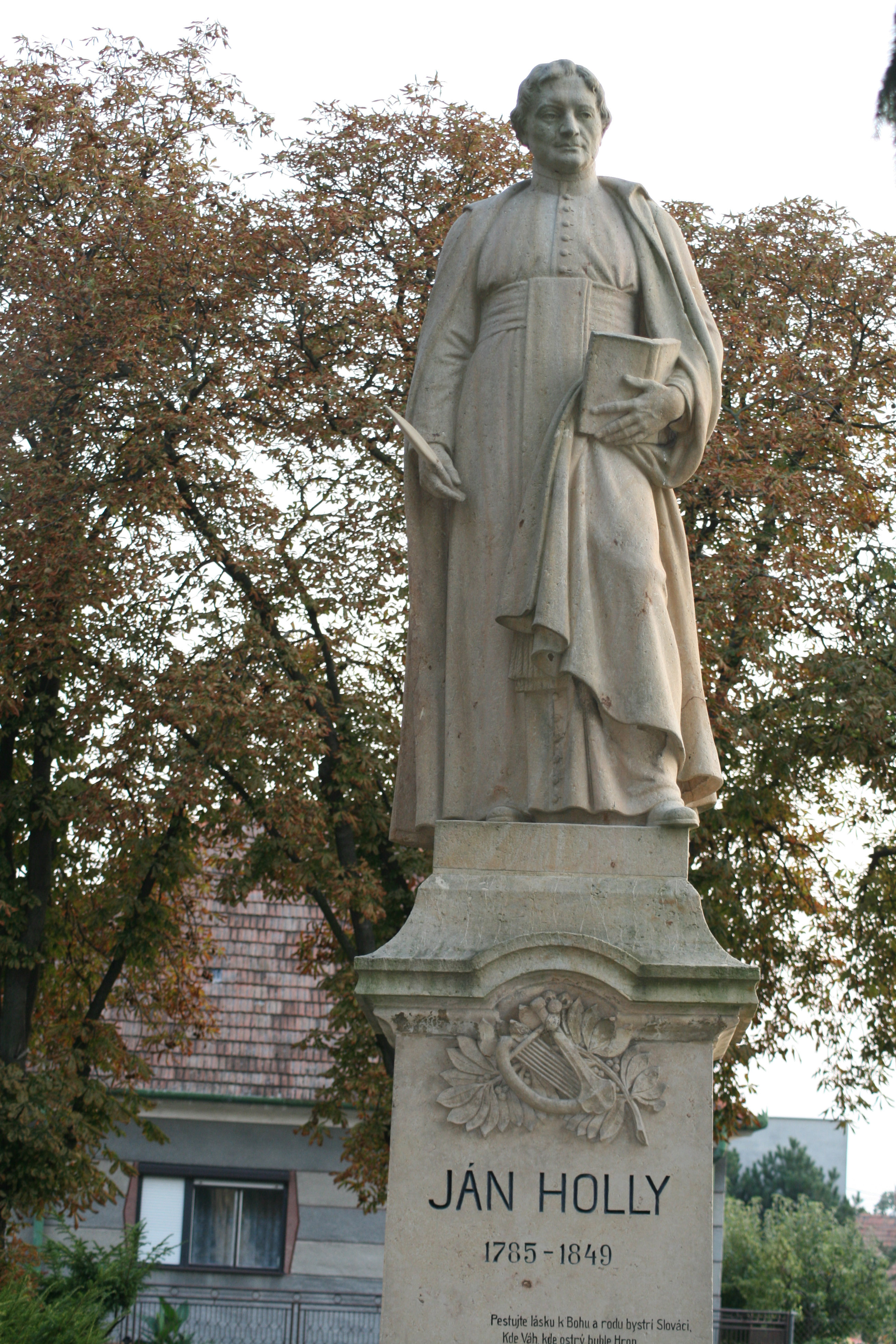
Статуя Яна Холле в Мадунице
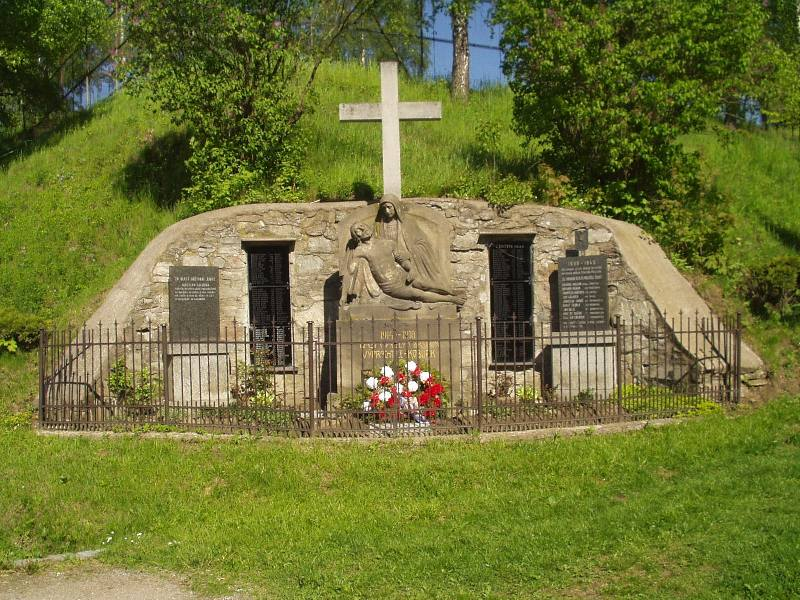
Памятник жертвам Первой мировой войны в Випрахтице
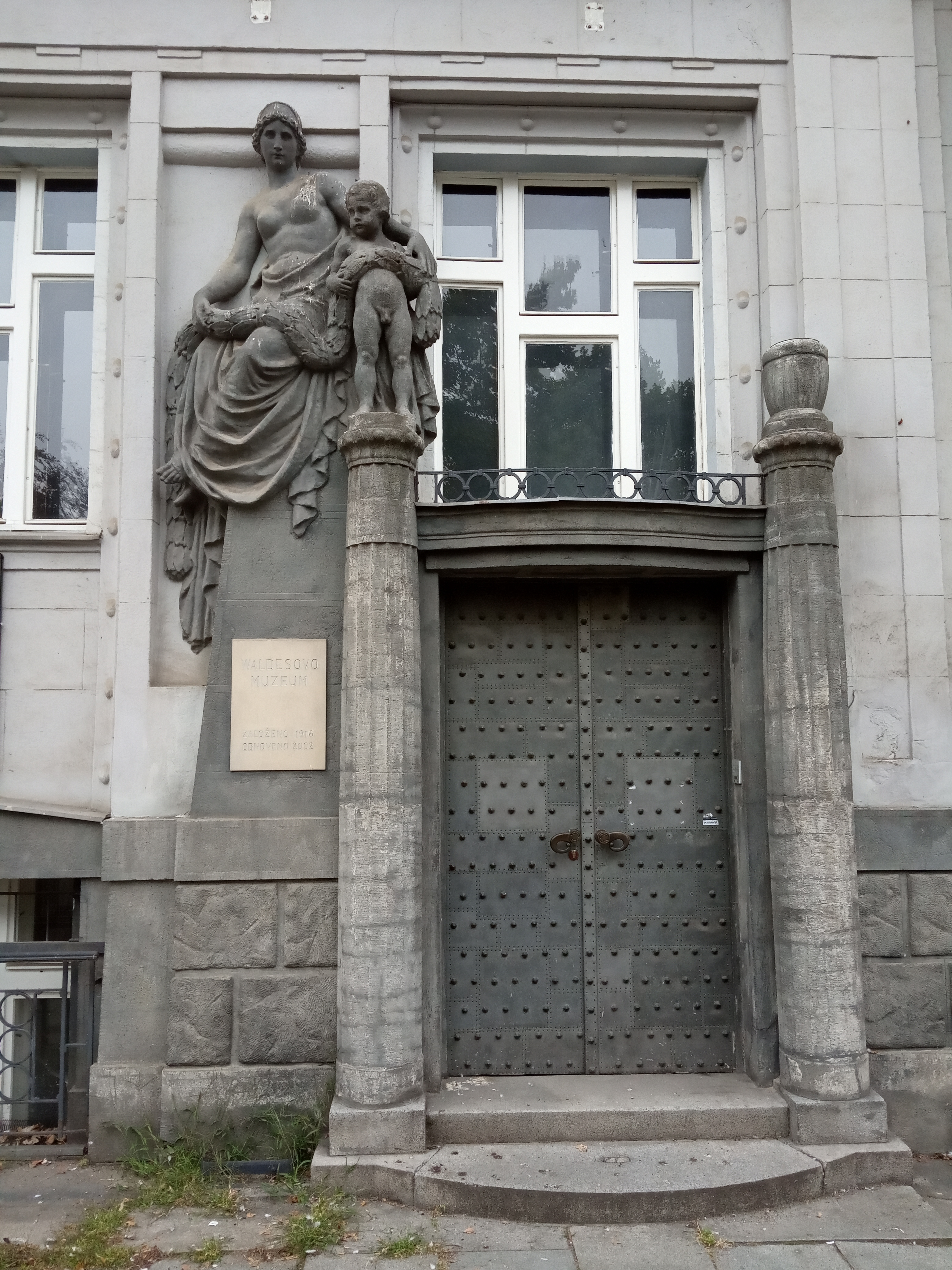
Статуя женщины с мальчиком, Прага-Вршовице